# Grand Prix de Macao de Formule 3 2011
Le Grand Prix de Macao de Formule 3 2011 est la 58e édition de l'épreuve macanaise réservée aux monoplaces de Formule 3. Elle s'est déroulée du 17 au 20 novembre 2011 sur le tracé urbain de Guia.

## Engagés
| Écurie                | Voiture              | no | Pilotes                |
| --------------------- | -------------------- | -- | ---------------------- |
| Signature             | Dallara Volkswagen   | 1  | Marco Wittmann         |
| Signature             | Dallara Volkswagen   | 2  | Laurens Vanthoor       |
| Signature             | Dallara Volkswagen   | 3  | Daniel Abt             |
| Signature             | Dallara Volkswagen   | 4  | Carlos Muñoz           |
| Signature             | Dallara Volkswagen   | 5  | Carlos Sainz Jr.       |
| Three Bond Racing     | Dallara Nissan       | 6  | Hironobu Yasuda        |
| Carlin                | Dallara Volkswagen   | 7  | Felipe Nasr            |
| Carlin                | Dallara Volkswagen   | 8  | Kevin Magnussen        |
| Carlin                | Dallara Volkswagen   | 9  | Carlos Huertas         |
| Carlin                | Dallara Volkswagen   | 10 | Jazeman Jaafar         |
| Prema Powerteam       | Dallara Mercedes-HWA | 11 | Roberto Merhi          |
| Prema Powerteam       | Dallara Mercedes-HWA | 12 | Daniel Juncadella      |
| Toda Racing           | Dallara Honda-Toda   | 14 | Hideki Yamauchi        |
| Tom's                 | Dallara Toyota-Tom's | 15 | Alexander Sims         |
| Tom's                 | Dallara Toyota-Tom's | 16 | Richard Bradley        |
| Fortec Motorsport     | Dallara Mercedes-HWA | 17 | William Buller         |
| Fortec Motorsport     | Dallara Mercedes-HWA | 18 | Lucas Foresti          |
| Mücke Motorsport      | Dallara Mercedes-HWA | 19 | Felix Rosenqvist       |
| Mücke Motorsport      | Dallara Mercedes-HWA | 20 | Yuhi Sekiguchi         |
| Hitech Racing         | Dallara Volkswagen   | 21 | Pietro Fantin          |
| Hitech Racing         | Dallara Volkswagen   | 22 | António Félix da Costa |
| Hitech Racing         | Dallara Volkswagen   | 23 | Hannes van Asseldonk   |
| Double R Racing       | Dallara Mercedes-HWA | 24 | Mitch Evans            |
| Double R Racing       | Dallara Mercedes-HWA | 25 | Marko Asmer            |
| Double R Racing       | Dallara Mercedes-HWA | 26 | Valtteri Bottas        |
| Motopark Academy      | Dallara Volkswagen   | 27 | Jimmy Eriksson (en)    |
| Motopark Academy      | Dallara Volkswagen   | 28 | Kimiya Sato            |
| Sino Vision Racing    | Dallara Mercedes-HWA | 29 | Adderly Fong           |
| Sino Vision Racing    | Dallara Mercedes-HWA | 30 | Hywell Lloyd           |
| Van Amersfoort Racing | Dallara Volkswagen   | 32 | Richie Stanaway        |

## Qualification
La qualification a été remportée par l'Allemand Marco Wittmann avec un temps de 2 min 12 s 790.
| 1re ligne : | 1re ligne : | 1.Marco Wittmann ( Allemagne)       | 2.António Félix da Costa ( Portugal)   |
| 2e ligne :  | 2e ligne :  | 3.Valtteri Bottas ( Finlande)       | 4.Alexander Sims ( Royaume-Uni)        |
| 3e ligne :  | 3e ligne :  | 5.Felipe Nasr ( Brésil)             | 6.Carlos Huertas ( Colombie)           |
| 4e ligne :  | 4e ligne :  | 7.Yuhi Sekiguchi ( Japon)           | 8.Roberto Merhi ( Espagne)             |
| 5e ligne :  | 5e ligne :  | 9.Laurens Vanthoor ( Belgique)      | 10.Kimiya Sato ( Japon)                |
| 6e ligne :  | 6e ligne :  | 11.Daniel Juncadella ( Espagne)     | 12Marko Asmer ( Estonie)               |
| 7e ligne :  | 7e ligne :  | 13.Carlos Muñoz ( Colombie)         | 14.Pietro Fantin ( Brésil)             |
| 8e ligne :  | 8e ligne :  | 15.Jazeman Jaafar ( Malaisie)       | 16.Daniel Abt ( Allemagne)             |
| 9e ligne :  | 9e ligne :  | 17.Hannes van Asseldonk ( Pays-Bas) | 18.Richie Stanaway ( Nouvelle-Zélande) |
| 10e ligne : | 10e ligne : | 19.Carlos Sainz Jr. ( Espagne)      | 20.William Buller ( Royaume-Uni)       |
| 11e ligne : | 11e ligne : | 21.Hideki Yamauchi ( Japon)         | 22.Hywel Lloyd ( Royaume-Uni)          |
| 12e ligne : | 12e ligne : | 23.Lucas Foresti ( Brésil)          | 24.Richard Bradley ( Singapour)        |
| 13e ligne : | 13e ligne : | 25.Adderly Fong ( Hong Kong)        | 26.Hironobu Yasuda ( Japon)            |
| 14e ligne : | 14e ligne : | 27.Jimmy Erikson ( Suède)           | 28.Mitch Evans ( Nouvelle-Zélande)     |
| 15e ligne : | 15e ligne : | 29.Kevin Magnussen ( Danemark)      | 30.Felix Rosenqvist ( Suède)           |

- Roberto Merhi a écopé d'une pénalité de sept places sur la grille après avoir été jugé responsable d'un accrochage avec Felix Rosenqvist.
- Kevin Magnussen part en fond de grille pour avoir ignoré les drapeaux jaunes en Q1.
- Felix Rosenqvist part en fond de grille, derrière Magnussen pour avoir dépassé sous drapeaux jaunes puis provoqué un incident durant les essais libres.
- Carlos Muñoz, Laurens Vanthoor, Carlos Sainz Jr., Marko Asmer et Daniel Juncadella ont reçu une pénalité de trois places pour avoir franchi la ligne de sortie des stands.
- Hironobu Yasuda a reçu une pénalité de six places pour l'avoir franchi à deux reprises.
- Malgré des temps supérieur à 110 % à la pole, Jimmy Eriksson et Mitch Evans ont été repêchés par les commissaires de course.

## Course de qualification
| Pos. | no | Pilote                 | Écurie             | Tours | Temps/Abd.        |
| ---- | -- | ---------------------- | ------------------ | ----- | ----------------- |
| 1    | 1  | Marco Wittmann         | Dallara-Volkswagen | 10    | 25 min 03 s 719   |
| 2    | 7  | Felipe Nasr            | Dallara-Volkswagen | 10    | + 0 s 867         |
| 3    | 11 | Roberto Merhi          | Dallara-Mercedes   | 10    | + 3 s 483         |
| 4    | 26 | Valtteri Bottas        | Dallara-Mercedes   | 10    | + 4 s 270         |
| 5    | 9  | Carlos Huertas         | Dallara-Volkswagen | 10    | + 4 s 850         |
| 6    | 12 | Daniel Juncadella      | Dallara-Mercedes   | 10    | + 5 s 381         |
| 7    | 2  | Laurens Vanthoor       | Dallara-Volkswagen | 10    | + 6 s 512         |
| 8    | 3  | Daniel Abt             | Dallara-Volkswagen | 10    | + 7 s 228         |
| 9    | 28 | Kimiya Sato            | Dallara-Volkswagen | 10    | + 8 s 154         |
| 10   | 23 | Hannes van Asseldonk   | Dallara-Volkswagen | 10    | + 9 s 337         |
| 11   | 14 | Hideki Yamauchi        | Dallara-Honda      | 10    | + 10 s 200        |
| 12   | 20 | Yuhi Sekiguchi         | Dallara-Mercedes   | 10    | + 10 s 789        |
| 13   | 17 | William Buller         | Dallara-Mercedes   | 10    | + 11 s 086        |
| 14   | 18 | Lucas Foresti          | Dallara-Mercedes   | 10    | + 11 s 517        |
| 15   | 32 | Richie Stanaway        | Dallara-Volkswagen | 10    | + 12 s 167        |
| 16   | 30 | Hywel Lloyd            | Dallara-Mercedes   | 10    | + 12 s 888        |
| 17   | 10 | Jazeman Jaafar         | Dallara-Volkswagen | 10    | + 13 s 967        |
| 18   | 25 | Marko Asmer            | Dallara-Mercedes   | 10    | + 14 s 933        |
| 19   | 8  | Kevin Magnussen        | Dallara-Volkswagen | 10    | + 15 s 558        |
| 20   | 5  | Carlos Sainz Jr.       | Dallara-Volkswagen | 10    | + 16 s 388        |
| 21   | 19 | Felix Rosenqvist       | Dallara-Mercedes   | 10    | + 16 s 924        |
| 22   | 24 | Mitch Evans            | Dallara-Mercedes   | 10    | + 18 s 601        |
| Abd. | 27 | Jimmy Eriksson (en)    | Dallara-Volkswagen | 7     | Accident          |
| Abd. | 29 | Adderly Fong           | Dallara-Mercedes   | 6     | Accident          |
| Abd. | 16 | Richard Bradley        | Dallara-Toyota     | 5     | Accrochage        |
| Abd. | 22 | António Félix da Costa | Dallara-Volkswagen | 4     | Boîte de vitesses |
| Abd. | 6  | Hironobu Yasuda        | Dallara-Nissan     | 3     | Moteur            |
| Abd. | 4  | Carlos Muñoz           | Dallara-Volkswagen | 1     | Moteur            |
| Abd. | 21 | Pietro Fantin          | Dallara-Volkswagen | 0     | Accident          |
| NP   | 15 | Alexander Sims         | Dallara-Toyota     |       | Suite accident    |

Légende:
- Ab. = Abandon

- NP = Non partant

- Meilleur tour : Roberto Merhi en 2 min 13 s 654 (164,844 km/h) au 7e tour.

- La course s'est achevée sous voiture de sécurité.

## Course
| Pos. | no | Pilote                 | Écurie             | Tours | Temps/ab.        | Gain/Perte de place |
| ---- | -- | ---------------------- | ------------------ | ----- | ---------------- | ------------------- |
| 1    | 12 | Daniel Juncadella      | Dallara-Mercedes   | 15    | 42 min 17 s 099  | +5                  |
| 2    | 7  | Felipe Nasr            | Dallara-Volkswagen | 15    | + 0 s 359        | =                   |
| 3    | 1  | Marco Wittmann         | Dallara-Volkswagen | 15    | + 0 s 662        | -2                  |
| 4    | 20 | Yuhi Sekiguchi         | Dallara-Mercedes   | 15    | + 1 s 378        | +8                  |
| 5    | 23 | Hannes van Asseldonk   | Dallara-Volkswagen | 15    | + 2 s 128        | +5                  |
| 6    | 17 | William Buller         | Dallara-Mercedes   | 15    | + 3 s 301        | +7                  |
| 7    | 18 | Lucas Foresti          | Dallara-Mercedes   | 15    | + 3 s 860        | +7                  |
| 8    | 10 | Jazeman Jaafar         | Dallara-Volkswagen | 15    | + 4 s 062        | +9                  |
| 9    | 16 | Richard Bradley        | Dallara-Toyota     | 15    | + 4 s 595        | +16                 |
| 10   | 29 | Adderly Fong           | Dallara-Mercedes   | 15    | + 4 s 819        | +14                 |
| 11   | 21 | Pietro Fantin          | Dallara-Volkswagen | 15    | + 5 s 551        | +19                 |
| 12   | 28 | Kimiya Sato            | Dallara-Volkswagen | 15    | + 6 s 534        | -3                  |
| 13   | 9  | Carlos Huertas         | Dallara-Volkswagen | 15    | + 8 s 336        | -8                  |
| 14   | 8  | Kevin Magnussen        | Dallara-Volkswagen | 13    | Accrochage       | +5                  |
| 15   | 14 | Hideki Yamauchi        | Dallara-Honda      | 13    | Accident         | -4                  |
| 16   | 30 | Hywel Lloyd            | Dallara-Mercedes   | 13    | Accrochage       | =                   |
| 17   | 5  | Carlos Sainz Jr.       | Dallara-Volkswagen | 13    | Accrochage       | +3                  |
| 18   | 15 | Alexander Sims         | Dallara-Toyota     | 13    | Accrochage       | +11                 |
| 19   | 25 | Marko Asmer            | Dallara-Mercedes   | 13    | Moteur           | -1                  |
| Ab.  | 22 | António Félix da Costa | Dallara-Volkswagen | 12    | Roue             | +6                  |
| Ab.  | 4  | Carlos Muñoz           | Dallara-Volkswagen | 9     | Accident         | +7                  |
| Ab.  | 19 | Felix Rosenqvist       | Dallara-Mercedes   | 6     | Accident         | -1                  |
| Ab.  | 26 | Valtteri Bottas        | Dallara-Mercedes   | 4     | Accident         | -19                 |
| Ab.  | 24 | Mitch Evans            | Dallara-Mercedes   | 4     | Freins           | -2                  |
| Ab.  | 11 | Roberto Merhi          | Dallara-Mercedes   | 1     | Suite accrochage | -22                 |
| Ab.  | 3  | Daniel Abt             | Dallara-Volkswagen | 0     | Accrochage       | -18                 |
| Ab.  | 32 | Richie Stanaway        | Dallara-Volkswagen | 0     | Accrochage       | -12                 |
| Ab.  | 2  | Laurens Vanthoor       | Dallara-Volkswagen | 0     | Accrochage       | -21                 |
| Ab.  | 6  | Hironobu Yasuda        | Dallara-Nissan     | 0     | Moteur           | -2                  |
| NP   | 27 | Jimmy Eriksson (en)    | Dallara-Volkswagen |       | Suite accrochage | -7                  |

Légende :
- Ab. = Abandon

- NP = Non partant
- Meilleur tour : Marco Wittmann en 2 min 12 s 146 (166,725 km/h) au 13e tour.
- La course s'est achevée sous voiture de sécurité.